# グリズリーパンダ
グリズリーパンダは、日本の美少女フィギュア原型師。

## 来歴
デジタル造形師として活躍しており、各キャラクターの魅力をあますことなく表現する作風は高く評価される。創作活動の傍ら、デジタル造形の指南のために雑誌にも寄稿する。

## 文献
- 3Dプリンターの実力! フィギュア製作最前線2013
- レプリカントEX